# "The Above Ground Sound" of Jake Holmes
"The Above Ground Sound" of Jake Holmes è l'album d'esordio del cantautore statunitense Jake Holmes, pubblicato nel 1967.

## Il disco
Il disco contiene il brano Dazed and Confused, che fu due anni più tardi ripreso e riadattato dai Led Zeppelin (il brano è nel disco d'esordio del gruppo inglese pubblicato nel 1969 e attribuito a nome di Jimmy Page).

## Tracce
Tutti i brani sono stati composti da Jake Holmes
Lato A
1. Lonely – 2:33
2. Did You Know – 2:48
3. She Belongs to Me – 2:10
4. Too Long – 2:42
5. Genuine Imitation Life – 3:55

Durata totale: 14:08
Lato B
1. Dazed and Confused – 3:46
2. Penny's – 2:34
3. Hard to Keep My Mind on You – 1:58
4. Wish I Was Anywhere Else – 2:45
5. Signs of Age – 4:00

Durata totale: 15:03

## Musicisti
- Jake Holmes - chitarra acustica, voce
- Tom Irwin - chitarra elettrica (non accreditato)
- Rick Randle - basso (non accreditato)